# Kingsbury (Warwickshire)
Kingsbury – wieś w Anglii, w hrabstwie Warwickshire, w dystrykcie North Warwickshire. Leży 32 km na północ od miasta Warwick i 159 km na północny zachód od Londynu. W 2001 miejscowość liczyła 4168 mieszkańców.